# Wörleschwang
Wörleschwang ist ein Pfarrdorf und Ortsteil des Marktes Zusmarshausen im schwäbischen Landkreis Augsburg in Bayern (Deutschland).

## Geographie
Wörleschwang liegt an der nordwestlichen Grenze des Landkreises Augsburg. 

## Geschichte

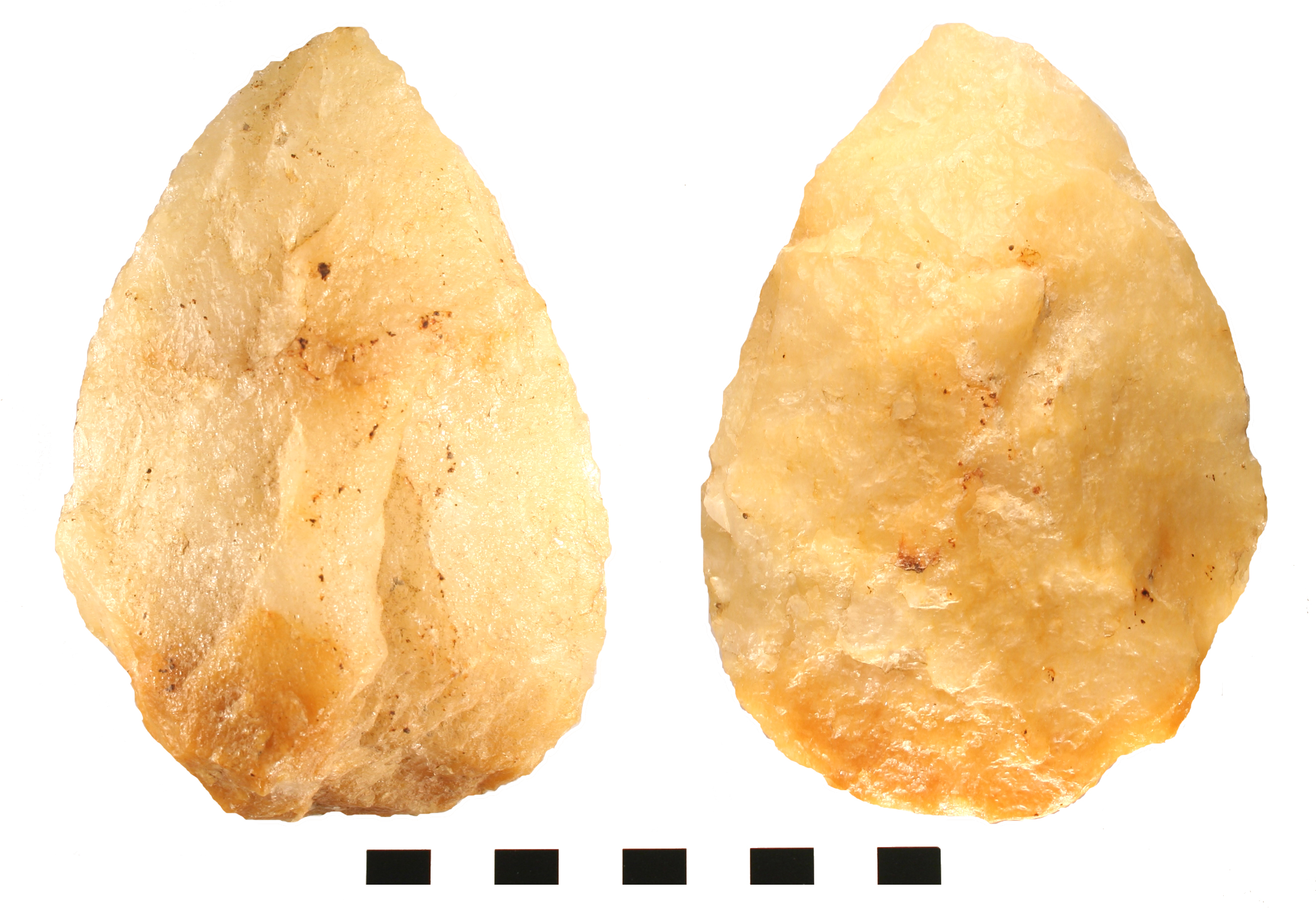
Faustkeil von Wörleschwang

Der Faustkeil von Wörleschwang belegt die Anwesenheit des Neandertalers in der Steinzeit. Er wurde 2008 beim Ort gefunden und wurde überregional bekannt, da es sich um das einzige Werkzeug dieser Art in Bayern handelt.
Zur Römerzeit zweigte eine Vizinalstraße bei Steinekirch von der großen Heerstraße Augusta-Guntia (Augsburg-Günzburg) ab und führte durch das Zusamtal zu den Castra zu Aislingen, Eppisburg, Binswangen und Zührkeim und damit weiter Kastell Summuntorium bei Druisheim. Von Wörleschwang führte wiederum eine Nebenstraße nach Welden. Im Jahre 1829 wurde in Wörleschwang eine römische Kupfermünze des Kaisers Philipus vom Jahr 248 gefunden. Sie trug die Aufschrift: Pax aeterna. Dieser Fund lässt die Vermutung zu, dass zur Römerzeit bereits hier ein Ort bestanden hat. Gewiss waren es nur einige Gehöfte, die weiter auseinander lagen, als die heutige Dorfform erahnen lässt.
Die Entstehung des Ortsnamens ist nicht geklärt. Es ist möglich, dass der Ort auf dem Namen seiner ersten Kolonisten, vielleicht einem „Wernio“ (gleich Werner) beruht. Die Nachsilbe „-wang“ bedeutet so viel wie Feld oder Fläche; also Feld (Acker, Fläche) des Wernio.
Eine andere Deutung geht nicht vom Namen Wernio, sondern vom germanischen Wort „Vuvar“ (gleich Wuhre oder Furt) aus. Tatsächlich befand sich bis Anfang des 19. Jahrhunderts hier eine Brücke über die Zusam; die Straße führte durch den Fluss. Der Name müsste demnach bedeuten: Feld (Fläche) an der Furt. Die erste bisher nachweisliche Nennung des Namens ist eingetragen im Archiv der Pastoral-Conferenz des Bistums Augsburg als „Werischwanch“ im Jahre 1327.
Am 22. Januar 1349 wird dem Bischof Marquart das Rückkaufrecht „über die Gülten (Erträge)“ aus dem Forsthof Wenischwanch (später auch Wernswang) eingeräumt. Im Zusammenhang mit der Geschichte des Herrengeschlechts von Welden, zu dessen Herrschaftsbereich der Ort Wörleschwang gehörte, ist im Jahre 1430 die Rede von der „Urfehde des Jörg Fischern, genannt der Habdankh von Werlischwang“. Der Ortsname wechselt auch später in verschiedenen urkundlichen Eintragungen:
- 1452 Wörlschwang (im Jahre 1492 zählt der Ort 52 Häuser)
- 1586 Wörleschwang.

Am 22. August 1721 gab es in „Wörleschwang“, das damals zur Vogtei Holzheim in der Markgrafschaft Burgau gehörte, 62 Feuerstätten, zur gleichen Zeit hatte z. B. Kriegshaber nur 24 Häuser. 1967 wurden in Wörleschwang 127 Wohnhäuser gezählt.
Die Dörfer der Herrschaft Welden waren durch den Dreißigjährigen Krieg menschenleer und verarmt. Etwa 75 Prozent der Einwanderer dieser Dörfer kamen nach dem Krieg aus dem Salzburger Land.
Wörleschwang besitzt eine bau- und kunstgeschichtlich wertvolle Pfarrkirche mit frühgotischen Fresken aus der Zeit um 1250. Der romanische Turm mit dem hohen steilen Satteldach ist ein besonderes Wahrzeichen Wörleschwangs. Er beherbergt u. a. eine Glocke aus dem 15. Jahrhundert mit der Aufschrift: „Osan hais ich – das unweter verdraib ich – Jacob anbas maister gos mich 1479“. Dieser Turm war ursprünglich (etwa ein Viertel seiner jetzigen Höhe) über der Grabstätte des Hl. Bekenners Albertus von Wörleschwang, der mit seinen angelsächsischen Landsleuten Giesebertus und Siegebertus die Gegend hier christianisiert haben soll (nach Pfarrer Jos. Schmids Aufzeichnungen „Geschichte … des Pfarrdorfs Wörleschwang“ v. J. 1859), als Kapelle errichtet worden. Albertus soll um das Jahr 90 hier gewirkt haben.
Die Kirche ist dem hl. Michael geweiht und weist mehrere Stilarten auf. Der mittlere Teil ist romanisch, der Chor ist gotisch und der Westteil mit der Empore ist barock. Bei der Kirchenrenovierung (Barockisierung) 1724, wobei u. a. die Fenster geändert und wahrscheinlich auch die im Jahre 1954 freigelegten gotischen Fresken übertüncht worden waren, kam über dem Portal die Jahreszahl der Kirchenerbauung 1100 zum Vorschein. Vieles deutet jedoch darauf hin, dass bereits vor dieser Zeit dort eine romanische Kirche, dem Erzengel Michael geweiht, gestanden hat.
Der Ort und die Kirche waren stets eng verbunden mit dem im Jahre 744 von Bischof Wikterp gegründeten Kloster Fultenbach. So gehörten die Mühle von Wörleschwang, neu erbaut durch den Abt Magnus 1720 und zum Großteil jetzt noch erhalten, sowie der Großzehnt auf 54 Tagwerk dem Benediktinerkloster. Nach der Säkularisation wurde das Kloster 1811 abgebrochen, die Steine wurden verkauft. So gelangten viele Steine vom Kloster Fultenbach nach Wörleschwang.
Bei einem Brand des Pfarrhofes im Dreißigjährigen Krieg wurden sämtliche schriftlichen Aufzeichnungen, die dort lagerten, vernichtet. Wörleschwang war seit 1742 etwa ein halbes Jahrhundert lang ein bekannter und vielbesuchter Wallfahrtsort zur schmerzhaften Mutter und zum heiligen Albert. Der erste urkundlich nachgewiesene Pfarrer Johann, Kirchherr von Wernischwanch wirkte hier 1327. Eine lückenlose Namensliste der Pfarrherren lässt sich erst seit 1639 nachweisen.
1818 erfolgte der Neubau des Schulhauses anstelle des baufälligen Gebäudes, u. a. mit den Steinen einer abgetragenen, baufälligen, alten Kapelle, die an der Südseite des Friedhofes in den Mayerhof hineinragte. 1915 wurde das heutige Schulhaus im „größten Sumpfwinkel des ganzen Dorfes“ – teilweise auf Pfahlrost – für 53.000 Mark erbaut.
Das Gründungsjahr einer Schule in Wörleschwang könnte 1664 gewesen sein. Ob vorher schon „Lehrer“, die meisten neben dem Mesnerdienst noch ein Handwerk betrieben, Unterricht erteilten, ist nicht bekannt. Seit 1664 ist für die Lehrer eine lückenlose Namensliste überliefert. Der erste Lehrer, der den Anforderungen der österreichischen Regierung entsprochen hatte und am Sitz der Markgrafenschaft Burgau in Günzburg „geprüft“ worden war, trat seinen Dienst hier 1775 an. Der Unterricht wurde anfangs in einzelnen Häusern, meistens in den Wohnungen der „Ludimagister“ und der „Aedituus“ abgehalten. Später diente das Haus Nr. 18 als Schulgebäude.
Nach dem Gemeindekataster gab es im Jahre 1793 ein „Schulmahd“ (Pl.-Nr. 710) und laut aktenmäßigem Eintrag gab es auch einen „Schulhalter“ Kaspar Brenner, der als solcher und als Mesner zugleich die Wiesen in parteno Sala (Pl.-Nr. 707 und 708) innehatte.
Die „Ortsgeschichtlichen Aufzeichnungen“ zählen unter Gemeindeeigentum auch das Haus Nr. 18 auf und zwar als „Schulhaus“, bewohnt ein jeweiliger Mesner und Schulhalter unentgeltlich und ist hieraus allerhöchster Herrschaft nichts zu bezahlen. Die Erinnerung des Volkes reicht aber noch weiter zurück in die Zeit, in der kein entgeltliches Schulhaus bestanden hatte und der „Handwerker-Lehrer“ seinen Unterricht im meist eigenen Haus erteilte. So lebt hier für das Haus Nr. 24 noch der Hausname „Beim Schuljörg“, in dem einst Schule gehalten wurde. 
Von 1862 bis 1929 gehörte die selbstständige Gemeinde Wörleschwang zum Bezirksamt Zusmarshausen und ab 1929 zum Bezirksamt Wertingen, das ab 1939 als Landkreis Wertingen bezeichnet wurde. Im Zuge der Gebietsreform in Bayern wurde Wörleschwang am 1. Juli 1972 dem Landkreis Augsburg (zunächst mit der Bezeichnung Landkreis Augsburg-West) zugeschlagen. Am 1. Oktober 1976 erfolgte die Eingemeindung in den Markt Zusmarshausen.
2008 wurde in Wörleschwang der Faustkeil von Wörleschwang gefunden.

## Wappen

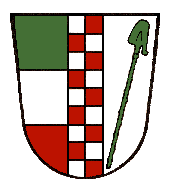
Wörleschwanger Wappen

Das Bayerische Staatsministerium des Inneren hat am 27. März 1969 der Gemeinde Wörleschwang die Annahme eines Wappens und einer Fahne genehmigt. Die Wappenbeschreibung lautet:
Durch einen in zwei Reihen von Silber und Rot geschachten Pfahl gespalten; vorne zweimal geteilt von Grün, Silber und Rot, hinten in Silber eine schräglinks gestellte grüne Hirtenschaufel.
Die Fahne zeigt drei Streifen in der Farbfolge Grün – Weiß – Rot; sie soll mit dem Gemeindewappen geführt werden.
Der Inhalt des Hoheitszeichen des Wappens ist wie folgt zu begründen:
Wörleschwang gehörte bis in das 16. Jahrhundert den Herren von Welden, daneben hatte im Bereich der Gemeinde auch das Zisterzienserinnenkloster Oberschönenfeld Zehntrechte. Als Patron der Wörleschwanger Pfarrkirche gilt der als Hirte dargestellte Hl. Albertus. Für das Gemeindewappen wurden daher die Symbole der Herren von Welden (zweifache Teilung von Grün, Silber und Rot), das Abzeichen der Zisterzienserinnen (sog. Schachpfahl) und die Hirtenschaufel als Heiligenattribut des Albertus gewählt.
Vielleicht dürfen wir in den Farben Grün – Weiß – Rot einen Anklang an die Farben der Republik Irland: Grün – Weiß – Orange sehen. Neben der Hirtenschaufel wäre das dann noch ein weiterer Hinweis auf Albertus.

## Religionen
Die katholische Pfarrei Sankt Michael in Wörleschwang gehört zur Pfarreiengemeinschaft Zusmarshausen im Dekanat Augsburg-Land im Bistum Augsburg.

## Infrastruktur und Verkehr
Die Kreisstraße A 12 führt von Welden über Reutern nach Wörleschwang und mündet dann in die Staatsstraße St 2027. Kurz davor mündet die Kreisstraße A 20, von der Landkreisgrenze über Neumünster und die St-2027-Umgehung Unterschöneberg kommend, in die A 12.

## Vereine
- Freiwillige Feuerwehr Wörleschwang
- Musikverein Blaskapelle Wörleschwang Abkürzung: MVWoe (Partnerkapelle: Original Schwäbische Trachtenkapelle Treffelhausen. aus Treffelhausen)
- Schützenverein Immergrün
- Sportverein Wörleschwang
- Gartenbauverein Wörleschwang
- Cantaremos! Wörleschwang e. V.

## Kultur und Sehenswürdigkeiten

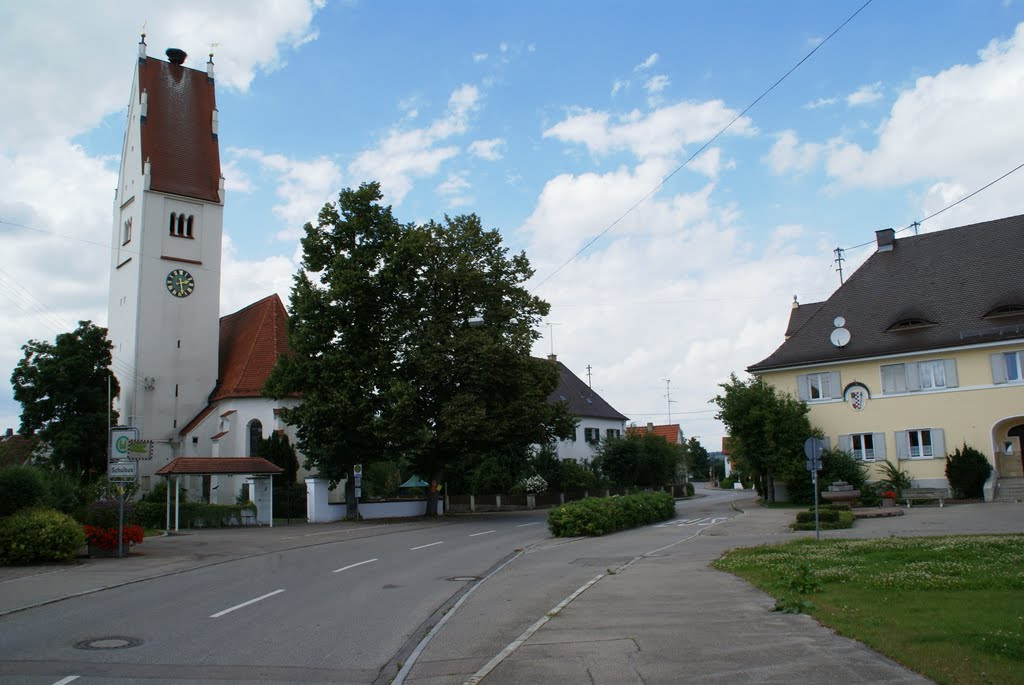
Katholische Pfarrkirche „St. Michael“, Pfarrhaus und „Alte Schule“

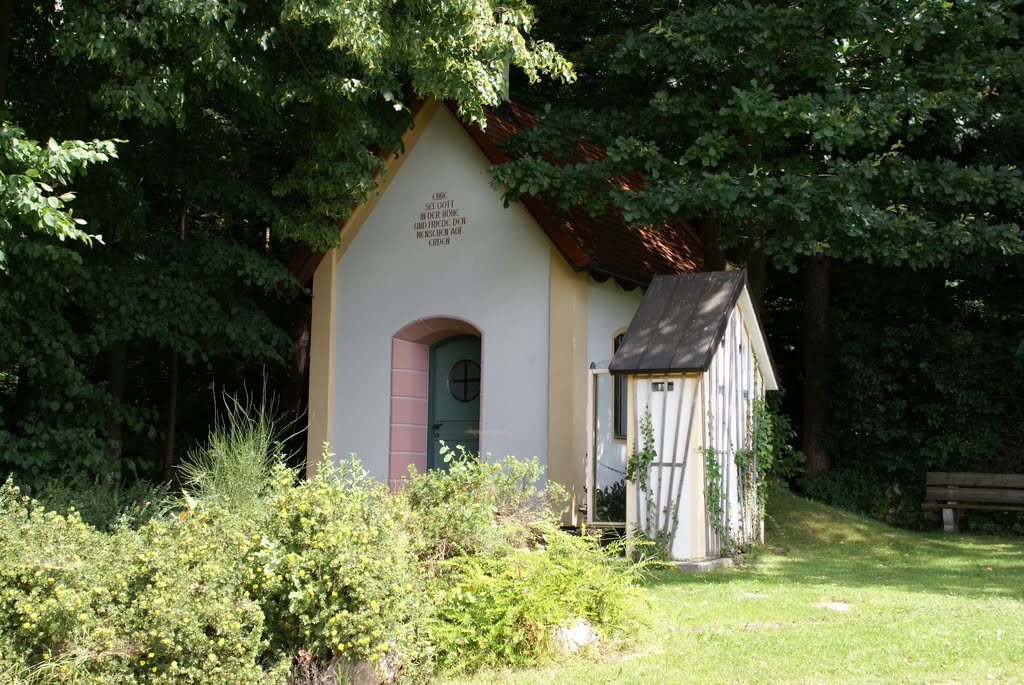
Leonhardi Kapelle

- Katholische Pfarrkirche St. Michael
- Leonhardi-Kapelle